# Sheffield Winter Gardens
Sheffield Winter Garden est une grande serre tempérée située à Sheffield, dans le Yorkshire du Sud, en Angleterre. C'est l'une des plus grandes serres tempérées construites au Royaume-Uni au cours des cent dernières années, et la plus grande serre urbaine d'Europe. 
Elle abrite plus de 2 000 plantes du monde entier. Elle a été officiellement inaugurée par la reine Élisabeth II le 22 mai 2003.

## Description
La serre, financée par la Millennium Commission, le conseil municipal de Sheffield et English Partnerships, fait partie du projet de régénération du cœur de la ville de 120 millions de livres sterling qui a créé Peace Gardens (en) et Millennium Gallery (en) de 15 millions de livres sterling. Le Winter Garden (jardin d'hiver) a été conçu par Pringle Richards Sharratt et Buro Happold et mesure environ 70 mètres de long et 21 mètres de haut.
Le bâtiment bénéficie d'une protection contre le gel jusqu'à un minimum de 4 °C et est l'un des plus grands bâtiments en bois lamellé-collé (le « Glulam ») du Royaume-Uni (le bois lamellé-collé est fabriqué en formant et en collant des bandes de bois selon des formes spécifiques). Le bois utilisé est le mélèze, un bois durable qui, avec le temps, prend une légère teinte gris argenté. Issu de forêts gérées durablement, le mélèze ne nécessite ni conservateurs ni revêtements. Cela réduit l'utilisation de solvants et évite l'utilisation de produits chimiques nocifs pour les plantes.
Le bâtiment est équipé d'un système de gestion technique intelligent qui contrôle les ventilateurs et les bouches d'aération pour assurer la fraîcheur des plantes en été et leur maintien au chaud en hiver. 
Les plantes à massif sont changées cinq fois par an, pour donner un changement saisonnier, et toutes les plantes sont arrosées au tuyau ou à l'arrosoir, car c'est le seul moyen de garantir que toutes les plantes reçoivent la bonne quantité d'eau.

## Récompenses
- Fédération européenne des groupes d'aménagement paysager d'intérieur – trois médailles d'or[2]
- Civic Trust Green Flag Award (en)[2]
- La serre a également contribué à la victoire de Sheffield au prix européen de l'entente florale 2005[3]